# Miedo colectivo
Un miedo colectivo es miedo compartido por una parte importante de un grupo o de una sociedad. Tal miedo provoca que se actúe de manera condicionada o que se acepten situaciones impuestas.
El miedo colectivo puede surgir de forma espontánea:
- Frente a un peligro real y que demanda acciones objetivas para tratarlo,
- En racionalización frente a ciertos problemas o eventos de causas y consecuencias difíciles de discernir objetivamente.

En otros casos, existe manipulación de la opinión por parte de ciertos actores, políticos o ciertas organizaciones sectarias que no dudan en utilizar los miedos colectivos o en suscitarlos en la perspectiva de asegurar su poder sobre las poblaciones susceptibles a tal discurso.
Un miedo colectivo puede exacerbarse en histeria colectiva (aunque esta puede ser el resultado más de un miedo excesivo que de un entusiasmo excesivo) y dar lugar a exacciones.